# Celino Mora
Celino Mora Benítez (Asunción, 21 de octubre de 1945) es un exfutbolista y ex director técnico paraguayo naturalizado venezolano. Jugó 23 partidos con la selección de fútbol de Paraguay entre 1967 y 1970. También formó parte de la escuadra de Paraguay para el Campeonato Sudamericano de 1967.
Mora se radicó en Venezuela en 1974, cuando fue contratado por el Portuguesa, desde entonces y según sus palabras en 2014: «Recuerdo que vine por un año, y de eso ya pasaron 40 años».

## Clubes

### Como jugador
| Club                          | País      | Año       |
| ----------------------------- | --------- | --------- |
| Cerro Porteño                 | Paraguay  | 1963-1969 |
| Universidad Católica (cedido) | Ecuador   | 1969      |
| Cerro Porteño                 | Paraguay  | 1970      |
| Universidad Católica          | Ecuador   | 1970-1971 |
| Barcelona                     | Ecuador   | 1972      |
| Olmedo                        | Ecuador   | 1972      |
| Deportivo Pereira             | Colombia  | 1973      |
| Independiente de Medellín     | Colombia  | 1974      |
| Portuguesa                    | Venezuela | 1974      |
| Atlético Zamora               | Venezuela | N/D       |
| Mineros de Guayana            | Venezuela | N/D       |

### Como entrenador
| Club                    | País      | Año       |
| ----------------------- | --------- | --------- |
| Deportivo San Cristóbal | Venezuela | 1975      |
| Portuguesa              | Venezuela | 1977-1979 |
| Mineros de Guayana      | Venezuela | 198x-198x |
| Aragua                  | Venezuela | 2004      |
| Portuguesa              | Venezuela | 2007-2008 |

## Palmarés

### Como entrenador
| Competición                   | Club       | País      | Año  |
| ----------------------------- | ---------- | --------- | ---- |
| Primera División de Venezuela | Portuguesa | Venezuela | 1978 |